# Shadowgate
Shadowgate is een videospel voor het platform Nintendo Entertainment System. Het spel werd uitgebracht in 1987.

## Platforms
| Jaar | Platform                   |
| ---- | -------------------------- |
| 1987 | Amiga, Atari ST, Macintosh |
| 1988 | DOS                        |
| 1989 | Apple IIgs, NES            |
| 1993 | Windows 3.x                |

## Ontvangst
| Beoordeeld door                       | Platform  | Datum          | Score |
| ------------------------------------- | --------- | -------------- | ----- |
| Techtite                              | Macintosh | 2000           | 100%  |
| Consoles Plus                         | NES       | september 1991 | 94%   |
| ACE (Advanced Computer Entertainment) | Macintosh | februari 1988  | 90%   |
| 1UP!                                  | NES       | 8 juni 2002    | 89%   |
| ST Format                             | Atari ST  | mei 1991       | 80%   |
| ST Action                             | Atari ST  | juli 1988      | 77%   |
| Happy Computer                        | Atari ST  | april 1988     | 76%   |
| RPGFan                                | NES       | 17 juli 2000   | 75%   |
| Power Play                            | Atari ST  | maart 1988     | 70%   |
| Mean Machines                         | NES       | augustus 1991  | 26%   |